# Pycnochromis agilis
Pycnochromis agilis (Synonym: Chromis agilis) ist eine Riffbarschart aus dem tropischen Indopazifik. Sie kommt vor allem an den Küsten ozeanischer Inseln vor. Das genaue Verbreitungsgebiet reicht von Ostafrika bis Hawaii und Pitcairn, nördlich bis zu den japanischen Ogasawara-Inseln und südlich bis Neukaledonien und dem nördlichen Great Barrier Reef. Dazwischen wurde die Art bei den Seychellen, den Malediven, im Korallenmeer, bei Fidschi, den Cookinseln, den Austral-Inseln, den Gesellschaftsinseln, Tuamotu, Minami-Torishima, Palau, Wake, den Marianen, den Marshallinseln und dem Johnston-Atoll nachgewiesen.

## Merkmale
Pycnochromis agilis wird 7,5 cm lang und hat eine goldbraune Grundfärbung. Kopfunterseite und Brust schimmern etwas rosig. Ein dunkler Fleck an der Basis der Brustflossen unterscheidet die Art von allen anderen Pycnochromis-Arten. Die Körperlänge liegt beim 1,7 bis 1,9fachen der Körperhöhe. Die Rückenflosse wird von 12 Hartstrahlen und 12 bis 14 Weichstrahlen gestützt. Bei der Afterflosse sind es 2 Hart- und 12 bis 14 Weichstrahlen und bei den Brustflossen 17 oder 18 Weichstrahlen. Die Anzahl der Seitenlinienschuppen liegt bei 15 bis 17. Die helle Schwanzflosse ist tief gegabelt.

## Lebensweise
Die Fische leben in kleinen Gruppen in Tiefen von 3 bis 65 Metern in Lagunen und Außenriffen, normalerweise in der Nähe von Höhlen und Spalten im Riffgestein oder über verzweigten Steinkorallen. Sie ernähren sich von Zooplankton. Zur Fortpflanzung bilden sich Paare. Die an Felsen haftenden Eier werden bis zum Schlupf der Jungfische vom Männchen gepflegt und bewacht.